# 英格兰共和国治下的苏格兰

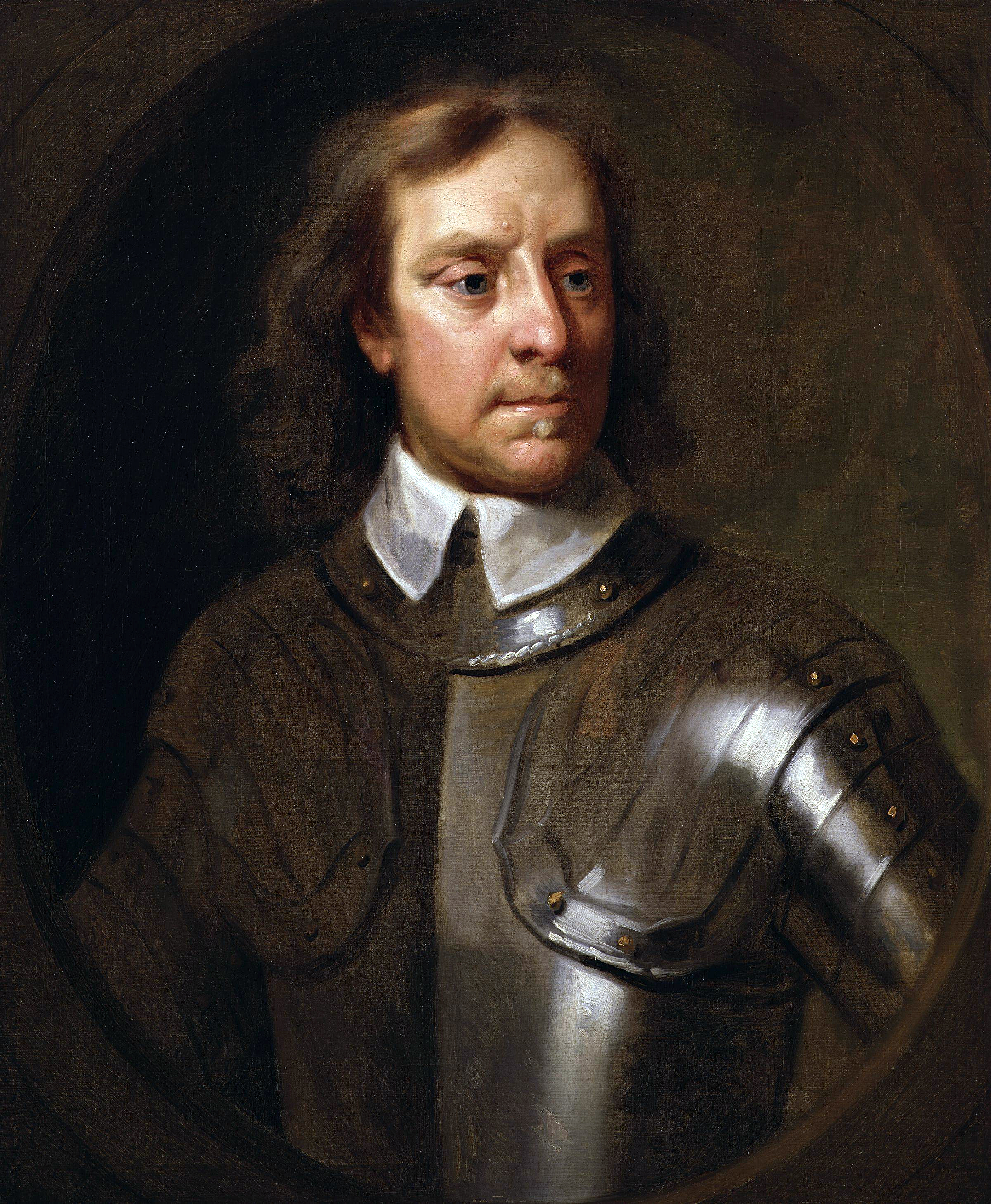
奥利弗·克伦威尔，在邓巴和伍斯特的军事胜利为英格蘭共和国的创立开辟了道路，并成为其统治人物护国公奠定了基础。

英格兰共和国治下的苏格兰介于在1652年2月英格兰共和国（即護國公時期）宣布苏格兰为其一员，和1660年6月苏格兰宣布恢复君主制并且苏格兰重新独立为苏格兰王国之间。
1649年英格兰国王查理一世被处决之后，苏格兰议会宣称他的儿子查理二世继任苏格兰国王。英格兰开始了由奥利弗·克伦威尔带领的战争扩张活动，这也造成了苏格兰人在邓巴和伍斯特被打败，自此开辟了英国扩张之路。1652年英格蘭共和国宣布苏格兰的并入，但尽管这一宣言不停的重复提交，还是没有得到英国议会同意，最终直到1657年才获得批准。苏格兰共在议会中获取了30个位次，但并没有涉及到所有的职位，或者有些职位被英格兰政府代理人员取代，由此可见，在威斯敏斯特苏格兰议员人微言轻。最初，政府由八位委员管理，并出台了一项政策，旨在打破贵族独有的政治权力，赞成“平民法则”。自1655年开始，它被一个新的苏格兰议会所取代，由爱尔兰上议院议员布罗格希尔率领，开始尝试胜过传统地主阶级。
该政权建立了一系列重大的城堡和小堡垒，耗资巨大。尽管苏格兰的法律制度暂时中止，但一些法院和机构逐渐开始恢复。总的来说，该政权成功地镇压了逆党。在位于苏格兰高地的坎宁安，有一个主要的保皇党派出现了，以格伦凯恩伯爵和约翰·米德尔顿为代表。在最初的成功以后，1654年，在达尔纳斯皮德尔战役被击败后，这一党派逐渐消失了。
英格蘭共和国提升了对新教的容忍度，包括非教会派的新教徒，但唯一的重要群体是少数的贵格会。在改革中成立的教会在1638年《公约宣言》宣布以来基本上是紧紧相连的，但之后因为在是否与王权合作这一问题上产生了分歧，分为少数赞成派和多数强烈反对的抗议派。这个政权倾向于支持反对派，并让他们去控制大学。此时，国家征税相对较高，但却获得了进入英格兰市场的机会。因此，这个时代可以称作是较为繁荣的时期，尽管并不是所有的方面都可以通过经济发展中获益。在此期间，曾有过恢复联合旗帜和通用货币的基础上设计苏格兰地区民族符号的企图。在克伦威尔死后，他的儿子理查德的政权倒台后，乔治蒙克将军在苏格兰南部进行军队游行，并在1660年恢复查理二世政权。

## 背景

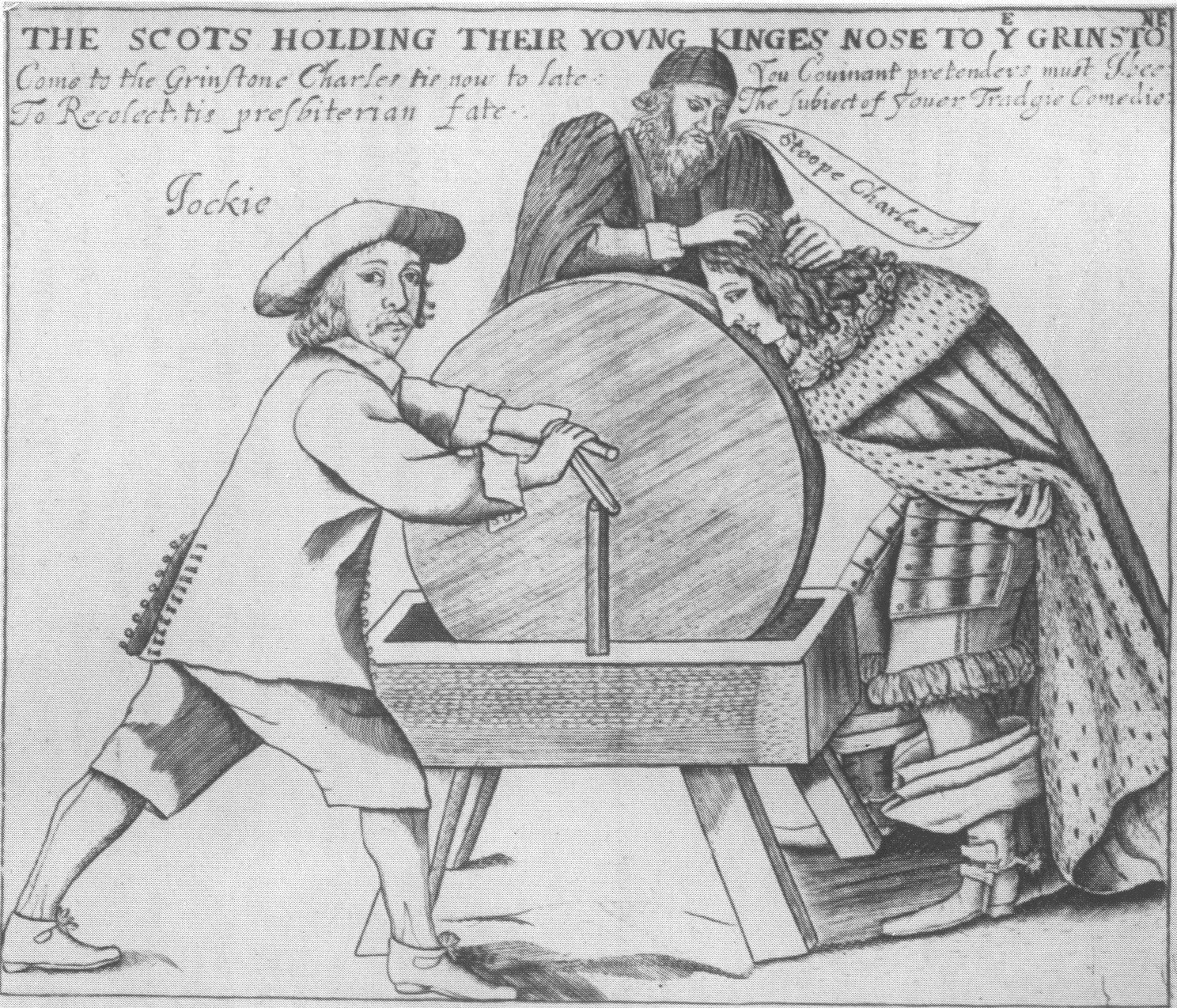
一个讽刺英格兰的小册子——苏格兰人按住年轻的查理二世鼻子放在磨石

在英国内战期间（1642-1646），英国议会获得了苏格兰神圣联盟的支持，苏格兰长老会的拥护者成功掌控了苏格兰军队。在第二次英国内战中，他们作为支持保皇党的一派开始入侵英格兰，但却在普勒斯顿战役中（1648年）被克伦威尔率领的新模范军所击败。随着领导者被捕，苏格兰军队一派政权倾覆，激进的长老派重新获得政权。在查理一世在1649年一月被处决以后，英格兰宣布成立英格兰联邦。很快查理被处决的新闻便传到了苏格兰，他的儿子查理二世由苏格兰议会宣布接替查理一世，成为英国国王。在詹姆斯·格雷厄姆，蒙特罗斯的侯爵率领的高地起义未遂后，查理接受了长老会有条件的支持，并于1650年6月抵达签署了盟约。英格兰的1.6万的军队在克伦威尔的率领下，在英国舰队的支持下于1650年7月越过边界。在1650年9月3日，英格兰军队在邓巴一战中击败了大卫·莱斯利率领的苏格兰军队，接管10,000个囚犯，然后占领爱丁堡的Dunbar争斗，接管苏格兰东南部的低地。查理似乎可以更加容与长老派建立联盟。他在1651年1月1日加冕，并且集合了一支新的军队。在1651年6月，克伦威尔向斯特林推进与莱斯利率领的苏格兰军的战役。苏格兰军队与查理本想向英格兰进军，但由于并没有太多支持者，在伍斯特被克伦威尔率领的军队俘击。在同年9月3日，苏格兰军被彻底击败，同时标志着英国内战的结束。查理逃到了欧洲大陆，由乔治·蒙克率领的一支英国军队清理了苏格兰剩余的驻军,与此同时，克伦威尔成为英格兰联邦最重要的人物。

## 宪法地位

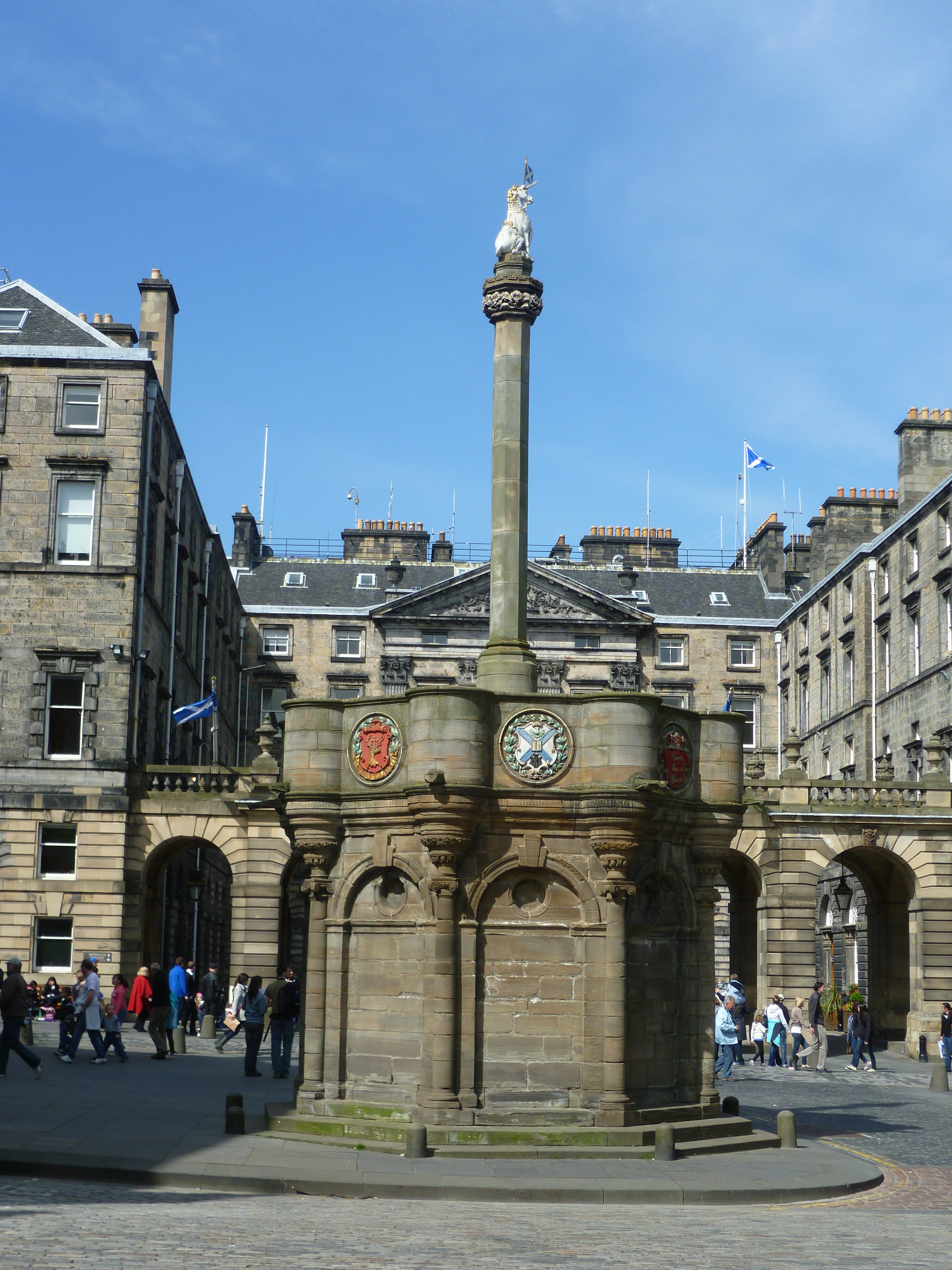
在1652年2月英国议会在位于爱丁堡皇家一英里处的集市十字架处，宣告了苏格兰加入英格兰联邦

在伍斯特胜利六天后，英国议会成立了一个残缺议会，旨在起草一项法案，宣布“英格兰联邦权利之大，以至于现在苏格兰也在其管辖之下。”到了12月，这一为了政权合并的计划似乎变得没那么强硬了，因为考虑到“为了这个国家的利益”，因此将苏格兰并进英格兰联邦，并成为“英格兰联邦中的自由一员”在1652年2月4日，由八个号兵的见证下，在爱丁堡皇家一英里处的集市十字架处，英议会宣布苏格兰正式加入英格兰联邦。三天后，国王的武器被从十字架上拿下来，并在公共绞刑架上被处死。最后，31个郡中的29个，与共58个苏格兰镇中的44个镇同意了合并宣言，并且签署了誓言“苏格兰正式加入英格兰联邦”。
在1652年4月3日，一项法案的提案——将苏格兰与英格兰一同并入英格兰联邦被送去议会进行初审和次审，在议会被解散之前，该议案审核结果并没有返回审查会。克伦威尔主持的议会之后也引入了相似的法案，但在议会解散之前也没有颁布这个法案。在1654年4月12日，州立委员会发布了苏格兰加入英格兰联邦的条例“英国，苏格兰和爱尔兰的英格兰联邦”，在《政府组织法》的授权下，克伦威尔成为了英国护国公。这一直是工会的法律依据，直到该法令于1657年6月26日成为第二摄政议会的正式联合法案。
根据国会条例规定，苏格兰在威敏斯特议会中共获得30个席位，其中10个席位留给苏格兰的城镇，剩余20个来自苏格兰的郡。仅有140名议会成员中只有5名苏格兰成员，仅有21个被送去护国公的第一议会（1654-1655）。直到到1656-1657，到护国公的第二议会，席位才扩大至30个。在1658–1659年的理查德·克伦威尔的议会里，三十位被选举的人当中仅有十一人是苏格兰人和剩下的人十人中是陆军军官。苏格兰人在威斯敏斯特议会里地位也不高，总是会被排外。英格兰人则称他们为“绑在身上没用的木头腿”。

## 经济和税收
在英格兰联邦中，苏格兰地区相对地收税很高，但获得了进入英格兰的市场的途径。在查理一世在位期间，苏格兰在税务支出方面，每年大约支付17,000英镑。在1656年仅民用方面就花费了£2.5万。各郡县共每月1万英镑的总和是克伦威尔政权的规定，然而苏格兰没有办法满足每月1万英镑的总额，于是在1657年数额减少到每年6000英镑。税收总数额每年都不少于9万英镑。除此之外，苏格兰大概在消费税这一方面贡献了3.5万英镑每年。尽管这样，每年有13万英镑的年度赤字是由英格兰地区收入补偿的。

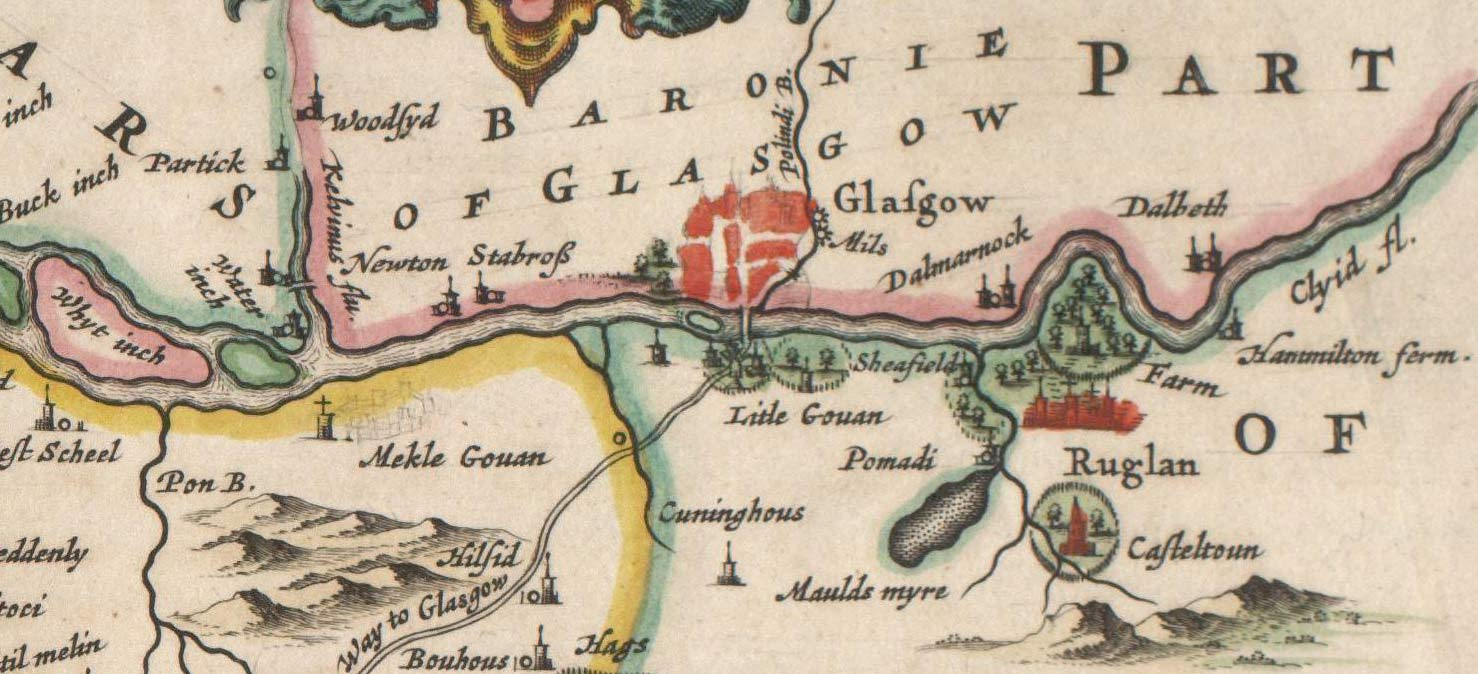
约翰·布劳《苏格兰地图集》，1654年的格拉斯哥及其周围景色

苏格兰在内战期间遭受了大规模的经济混乱，由于十几个军队中的人员流失，平民无法支付军队的支出，以及被掠夺和过重的税收负担。在战乱时期，受到最大伤害的就是商人，尤其是放款者。在1645年腺鼠疫大爆发后，东海岸的城镇大概已经失去了大约1/5的人口。战后的恢复是缓慢的，1651年的租金在爱丁堡不得不减少三分之一。自由贸易是刺激联邦经济发展的一条主要途径，但它也不是在每个方面都有益，比如，那一时期的苏格兰必须与更发达的英国商船队进行竞争。经济于1650年后开始复苏，但并不是在全国范围内的经济繁荣。尽管格拉斯哥和阿伯丁开始了经济上的繁荣，但是邓迪和法夫港的经济发展持续下滑。军事建设经费筹措与工资支出为许多士兵造福。新的产业包括在利斯开始的玻璃生产业，以及克伦威尔的军队一直被称赞的：将针织袜子和种植羽衣甘蓝这两大传统产业传至北方。武装政权的存在创建了良好秩序，同时鼓励了贸易和制造业的发展。亚历山大·伯内特，也就是之后圣安德鲁斯的大主教，评论说，“我们不得不承认那八年同样也是一个伟大的和平与繁荣时期”。

## 符号象征

1658–60期间使用的联邦旗帜

英格兰联邦的成立使联邦旗帜重新被设计，英格兰联邦的旗帜本由詹姆士六世及一世所支持，在他去世后的1625年该旗帜废弃了。从1654年,旗帜由四部分组成，第一部分和第四部分代表了英格兰，第二部分代表了苏格兰并且第三部分是爱尔兰竖琴。也许因为这一版本的旗帜太清楚地表现了联邦的核心，在1658年它被替换为由詹姆斯四世喜欢的，1606年版的旗帜。它将圣乔治和圣安德鲁斯的十字架融合而成并在其中心放置了爱尔兰竖琴标志。统一的货币，最初在在詹姆斯六世期间停止使用，在查理一世时期复兴，双方都在使用在内战时期再一次的复兴，然而在1649年和1660年之间再一次的停用。它载有“英格兰的英格兰联邦”并且只显示了圣乔治和爱尔兰竖琴的十字架的符号。同时发行了二十先令和五十先令货币，其中一侧印有护国公的图片，另一侧有圣乔治，圣安德鲁和爱尔兰竖琴的图案，其图案与联邦旗帜一致。尽管这些企图创建一个代表联邦的图按，但迈克尔·林奇依旧认为，联邦依旧缺乏一个可以表达出对联邦认同感的一个符号象征。

## 政权倾覆

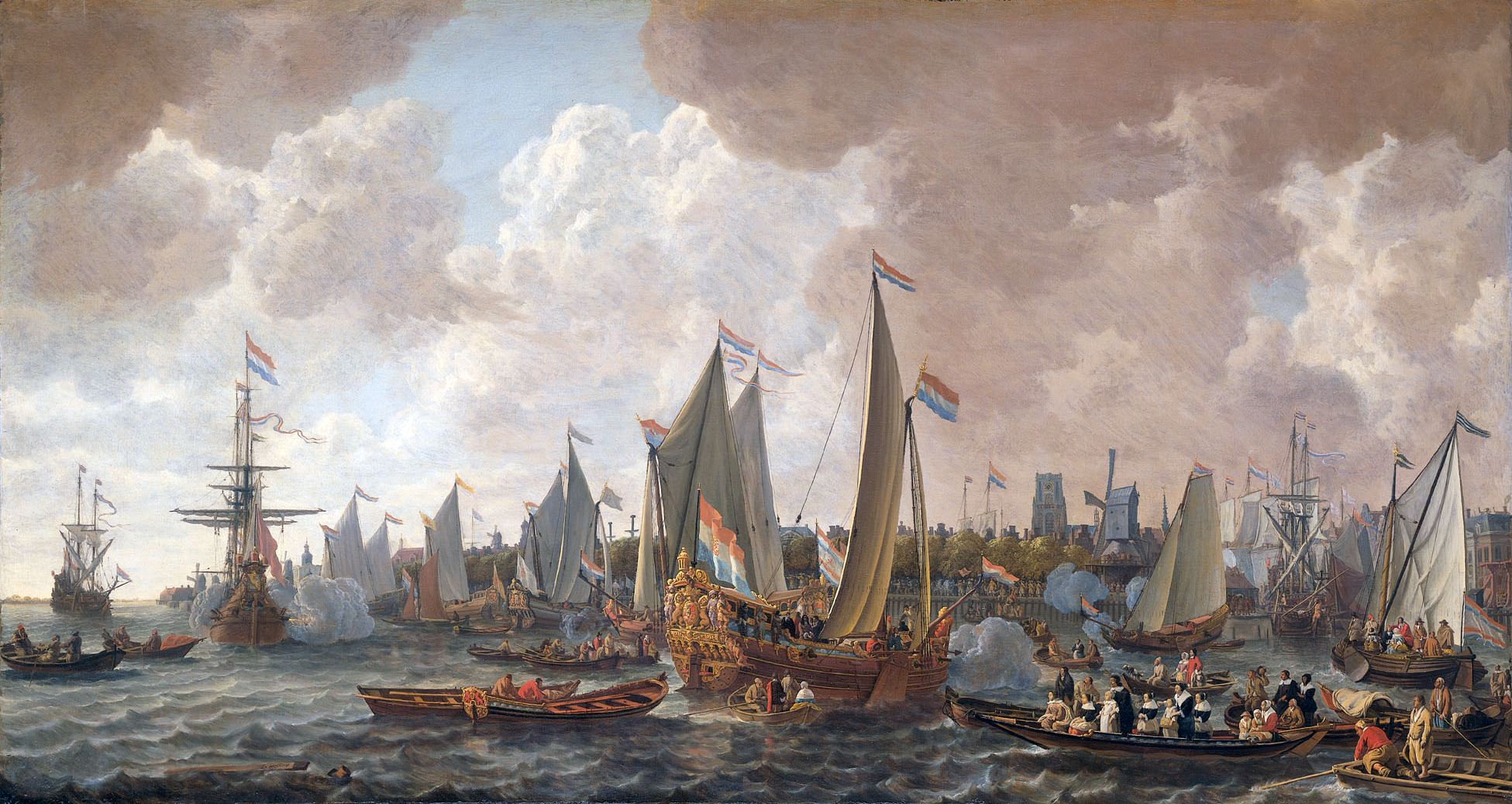
1660年5月，查理从他的流放地荷兰，航行至英格兰，再次复位。Lieve Verschuier 所绘

在1658年克伦威尔逝世后，乔治·蒙克仍然远离位于伦敦的政治斗争中心，因此，在此期间短暂地建立了一个以克伦威尔儿子理查德·克伦威尔为中心的政权，在其倒台后，各个武装政权为争权夺利开始了斗争。在1659年，成立一个稳定的政府似乎要成为泡影了，于是乔治·蒙克开始与查理二世开始进行协商，并带领他的军队开始向南方行军。抵达伦敦后，他重新恢复了在内战初期存在的英国长期议会。这个机构，得到了查理二世的保证后，投票赞成恢复英国的君主制，然后自行解散。这造成了苏格兰君主制的在事实上的恢复，但对该地区的宪法地位没有任何保障。苏格兰的权贵在与王室的谈判中处于弱势地位。
在此次事件中，苏格兰重获其独立的法律系统，议会和苏格兰教会，议会常务委员和主教。它还有一位没有访问过该国的国王，他对国家的统治基本没有参照过议会中委员的意见。这开始于米德尔顿，并在国王的兄弟和继承人，詹姆斯，约克公爵（苏格兰人称为奥尔巴尼公爵）时期结束。根据《1661废除法案》，立法权再一次回到1633年的状态，再一次被撤销，取消了主教之战中的盟约条款，但是保留了宗教会，主教会的教义条款。只有四位长老会的拥护者被排除在赦免的名单中，并且最终被处决了。其中最著名的是阿盖尔侯爵以及示威者詹姆斯·格思里。

### 备注
1. ↑  J. D. Mackie, B. Lenman and G. Parker, A History of Scotland (London: Penguin, 1991), ISBN 0-14-013649-5, pp. 221–4.
2. ↑  Mackie, Lenman and Parker, A History of Scotland, pp. 225–6.
3. ↑  Mackie, Lenman and Parker, A History of Scotland, pp. 226–9.
4. ↑  Lynch, Scotland: a New History, p. 284.
5. ↑  R. Mitchison, A History of Scotland (London: Routledge, 3rd edn., 2002), ISBN 0-415-27880-5, p. 70.
6. ↑  Mackie, Lenman and Parker, A History of Scotland, pp. 228–9.
7. ↑  P. Withington, The Politics of Commonwealth: Citizens and Freemen in Early Modern England (Cambridge: Cambridge University Press, 2005), ISBN 0-521-82687-X, p. 267.
8. ↑  T. Snelling, A view of the silver coin and coinage of England, from the Norman Conquest to the present time. Consider'd with regard to type, legend, sorts, rarity, weight, fineness and value (1762), p. 28.
9. ↑  Mackie, Lenman and Parker, A History of Scotland, pp. 241–5.